# Tetranchyroderma paradoxum
Tetranchyroderma paradoxum is een buikharige uit de familie Thaumastodermatidae. Het dier komt uit het geslacht Tetranchyroderma. Tetranchyroderma paradoxum werd in 1970 voor het eerst wetenschappelijk beschreven door Thane-Fenchel. 